# カンミンス
カン・ミンス（朝鮮語: 강 민수、1992年7月26日 - ）は、韓国の俳優、モデル、歌手。日本人2人、韓国人3人からなる日韓ボーイズグループBEE SHUFLLEの元メンバーでラップ担当。イメージカラーはピンクで、グループでの通称は「ももいろキング」。
2017年3月にグループは活動休止となり、現在は日本を拠点に舞台・ミュージカル・ドラマでソロ活動をする俳優である。ソロ活動での通称はミンス。

## プロフィール
- 韓国、釜山出身。
- 身長：180cm
- 体重：71kg
- 血液型：A型
- 性格：裏表がなく正直、熱く男らしい、優しく繊細。
- 兄弟構成：一人っ子
- 趣味・特技： 読書、映画鑑賞、ラップ、歌詞を書くこと、記憶力が良い
- 好

## 経歴
グループ活動の前は、韓国でモデルをしていた。
2012年
- Shuffle Auditionシーズン1[1]（IDOL MADE）

DATV（CS）と韓国MBC MUSICが共同制作した『Shuffle Audition シーズン1（IDOL MADE）』のサバイバルオーディションで勝ち抜いた日韓ファイナリストの一人である。
2013年
- Shuffle Auditionシーズン2

シーズン1を勝ち残ったメンバーが舞台を日本に移し、メジャーデビューをかけて「CDを5,000枚手売りできなかったら即解散」という過酷なミッションに挑戦しクリアした。
2014年
- Shuffle Auditionシーズン3

“BEE SHUFFLE”として、2014年2月5日ユニバーサルミュージックよりデビュー。その後「オリコンウィークリーランキング5位以内に入らないとメンバー即シャッフル」という超難関ミッションを突きつけられたが、2014年2月17日付のオリコンウィークリーランキングで5位にランクインしミッションを成功させた。
2ndシングル「グイグイグイ↑↑↑」では“25,000枚売ること!!”というミッションを命じられたが、30,000枚を超える成績でクリアし、その後“日本全国のCDショップを深夜バスで回れ！”という過酷なミッションにも挑戦している。
2015年
- グループ初主演の映画『原宿デニール』[3]が5月16日から公開され、新たなミッション“3万人を動員すること!!”と、“達成できなければ原宿出禁”という罰ゲームを命じられた。結果は目標数には届かずミッションは失敗。
- 第7回沖縄国際映画祭では、同映画で共演した主演女優の武田梨奈と共にレッドカーペットを歩いている[4]。役柄は原宿のストッキング専門店で働く韓国人青年・ソン。
- 原宿の出禁後、グループは活動範囲を原宿を除く全国に広げ、CDショップ・ショッピングモール・ライブ・イベント会場で活動をしていた。
- 7月2日～5日、フランスで開催されたJapan ExpoのライブステージにBEE SHFFLEが出演。ユキヒーロープロレスのファッションショーにメンバー全員がモデルで登場するなど、フランスで注目を集めた。

2016年
- mihimaru GT mitsuyuki miyake率いるクリエイティブ集団 BeeTonicsの全面サウンドプロデュースで、よりアーテイスト色を高めた“新生BEE SHUFFLE”として活動開始。
- miyakeから『BEE SHUFFLE最大キャパのLIVEを成功させろ!!』というBEE SHUFFLE史上最難関のミッションを受け『5月2日にTSUTAYA O-EASTの単独ライブに1,000人を動員する』ミッションに挑戦し、目標以上の1,242人を動員しミッションクリアとなった。
- 7月、単独ライブ1,000人突破感謝祭として、Zepp Nambaを皮切りに全国無料Zeppツアーを行う。
- 7月20日、セカンドアルバム『Boys☆BEE☆AmbiSHUFFLE』をリリースし、2016年7月21日付のオリコンデイリーで8位を獲得。
- 9月10日、タワーレコード渋谷店で行われたユキヒーロープロレスのファッションショー「ユキヒーロープロフェス」に、ソロでモデル出演。
- 11月26日、国際フォーラムで開催されたユキヒーロープロレスのファッションショーにグループで出演。

2017年
- 3月にグループが活動休止となり[5]、韓国（釜山）に帰国。
- 7月からソロで俳優デビューをして、現在は主に日本で活動中である。

## 俳優活動
2017年
- 舞台「いつだって最高の友達」ヤマダシンジ役
- ドラマ「絶景探偵。シーズン2」キムドンジュン役

2018年
- ミュージカル「マイ・バケットリスト」カング役
- 舞台「雷神とリーマン」雷遊役
- ミュージカル「VOICE」ネイム役